# Ugo Falena
Ugo Falena est un réalisateur de la période du muet et un librettiste d'opéra italien, né le 25 avril 1875 à Rome, ville où il est mort le 20 septembre 1931.

## Filmographie
- 1909 : Othello
- 1909 : La Dame aux camélias
- 1910 : Un amour de Salvator Rosa
- 1910 : Histoire des Borgia (Lucrezia Borgia)
- 1910 : Salome
- 1910 : Beatrice Cenci
- 1910 : Folchetto de Narbonne
- 1910 : L'Enlèvement des Sabines
- 1911 : Francesca da Rimini
- 1911 : Le Bal masqué
- 1911 : Guillaume Tell
- 1911 : Luisa Miller
- 1911 : Tristan et Yseult
- 1911 : Marco Visconti (film)
- 1912 : Un Drame à Florence
- 1912 : Roméo et Juliette
- 1912 : Béatrix d'Este
- 1912 : De l'amour au déshonneur
- 1912 : La Fille de l'aveugle
- 1913 : Le Renoncement
- 1914 : Scarpine rotte
- 1914 : La Vengeance du mort
- 1914 : Lo stratagemma di Stasià
- 1914 : Il sogno di Giacobbe
- 1914 : La plus forte
- 1914 : La Faute de Giovanna
- 1914 : Le Roi fantôme
- 1914 : Colei che si deve amare
- 1914 : Les Jeux de l'amour et du hasard
- 1914 : Il giornalissimo
- 1915 : Silvio e lo stradivarius
- 1915 : Le Fantôme du bonheur
- 1915 : Per la Patria!
- 1915 : La désillusion de Pierrot
- 1915 : La colpa di Fernanda
- 1916 : Suor Teresa
- 1916 : Il figlio della guerra
- 1916 : La piccola ombra
- 1916 : La laude della vita e la laude della morte
- 1916 : La Fille d'Hérodiade
- 1916 : Cœur et Cœurs
- 1916 : Cavalleria rusticana
- 1916 : Le Reflet du passé
- 1916 : Effets de lumière
- 1916 : Il malefico anello
- 1916 : La Pupille
- 1916 : Flore la modèle
- 1916 : Il biricchino di Parigi
- 1917 : Caligula
- 1917 : Le nozze di Vittoria
- 1917 : Verso la gloria
- 1917 : La donna che non ebbe cuore
- 1917 : La figlia del mare
- 1917 : Lilly Pussy
- 1917 : A Santa Lucia
- 1917 : Anna Karenine
- 1918 : Il ferro
- 1918 : Cenere e vampe
- 1918 : Lolita
- 1918 : Le due Marie
- 1919 : Adriana Lecouvreur[2]
- 1919 : Giuliano l'apostata
- 1920 : Il volo degli aironi
- 1920 : Il trittico dell'amore
- 1920 : Il piccolo santo
- 1920 : Cenerentola
- 1920 : Le due esistenze
- 1920 : L'ingenuo
- 1921 : La congiura dei Fieschi
- 1924 : Il natalizio della nonna